# Teresa May
Ne doit pas être confondu avec Theresa May.
Pour les articles homonymes, voir May.
Teresa May, née le 15 décembre 1967,, à Epsom (Angleterre), est une modèle et actrice britannique de films pornographiques. Elle s'est produite aussi sous les noms d'Ella, Tammy, Teressa et Theresa May.

## Biographie
En 1997, elle apparaît dans une vidéo musicale du titre Smack My Bitch Up de The Prodigy. Elle a joué aussi dans des séries B comme Exterminator City et One Man and his Dog.
En plus de ces films, May apparait dans plusieurs tabloïds et magazines pour hommes, dont Hustler, Men Only, et Razzle.

## Filmographie
- Slapstick Slips (2010)
- Ben Dover Special: The Girlie Show (2005)
- Video Angels: V615 Teresa May Special (2005)
- Exterminator City (2005)
- Lesbians in Stockings: Vol. 1 (2004)
- One Man and His Dog (2004)
- Wet Slip's Volume 1 (2004)
- "World of Big Boobs" (2004) séries TV
- Dodger DVD 91 (2003)
- Dodger DVD 90 (2003)
- Big Breast Sex (2002)
- Whitehouse: The Sex Video (2002)
- Christmas Glamourpuss Special! (2002)
- Dodger DVD 61: Teresa's Foot and Heel Tease (2002)
- Housewife Special Vol. 4 (2001)
- Teresa and Linda Shagging (2001)
- Alison & Teresa Shagging (2001)
- Girls in Uniform (2001)
- Top Girls 3 (2001)
- Teresa May Special (2001)
- "A Question of Sex" (2001) séries TV
- Petticoat Passions Vol. 1 (2001)
- Tit Raider (2001)
- Teresa Takes 10 Inches (2000)
- Horny Housewives on the Job (2000)
- Mean Bitch in Leather (2000)
- Sex Mad Secretaries (2000)
- Extreme Close-Up (2000)
- Suck Off (2000)
- Lesbian Student Nurses (2000)
- Shag, Gobble & Spunk: A History of British Porn Cinema (2000)
- Naked Striptease Sextravaganza (1999)
- Teresa and Adelle Having Lesbian Sex (1999)
- Lana & Theresa Having It Off (1999)
- Leather Lust (1999)
- Two's Company (1999)
- Maid for Pleasure (1999)
- Rock Bitch (1999)
- Fiona Cooper 1999 Christmas Special (1999)
- The Art of Oral Sex (1998)
- Lick My Micky (1998)
- Nude & Naughty (1998)
- Classroom Fantasy (1998)
- Theresa and Louise in a Lick and Suck Video (1998)
- Tit Teazer Files 1 (1998)
- Bra Busters (1998)
- Theresa May XX Video (1997)
- All Nude Page 3 Models: Lana Cox & Teresa May (1997)
- Event Horizon (1997)
- Fiesta Model Profiles: Teresa May (1997)
- Ben Dover: The Girlie Show (1997)
- Juicy Bottom (1996)
- Simply Soles: Footsy Feet-ures II (1996)
- Pro Stripper (1995)
- Ben Dover 2: Brighton Babewatch (1995)
- Electric Blue Special: Girls in Uniform 2 (1994)
- Soaked to the Skin (1994)
- The Nibelungs Wet Ring (1993)
- Car Wash (1992)
- Fiona Cooper A360 (1992)
- Fiona Cooper A367 (1992)